# Рудня-Городецкая

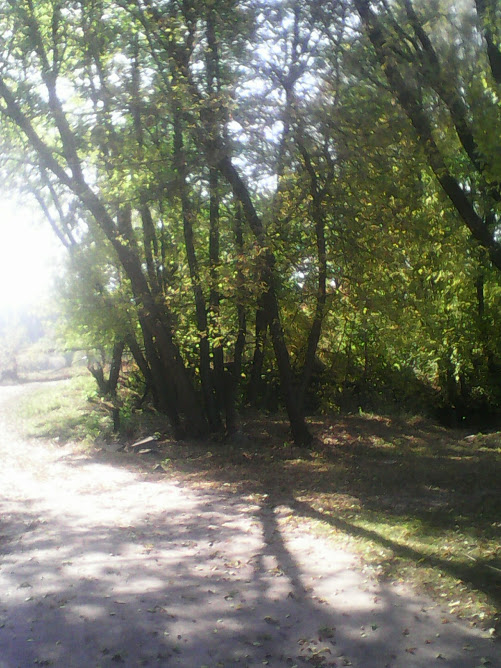

Рудня-Городецкая (укр. Рудня-Городецька) — село на Украине, находится в Радомышльском районе Житомирской области.
Код КОАТУУ — 1825085203. Население по переписи 2001 года составляет 62 человека. Почтовый индекс — 12255. Телефонный код — 4132. Занимает площадь 0,232 км².
Недалеко от села находится место впадения реки Вилия в Тетерев.

## Адрес местного совета
12255, Житомирская область, Радомышльский р-н, с.Ленино, ул.Ленина

## Ссылки

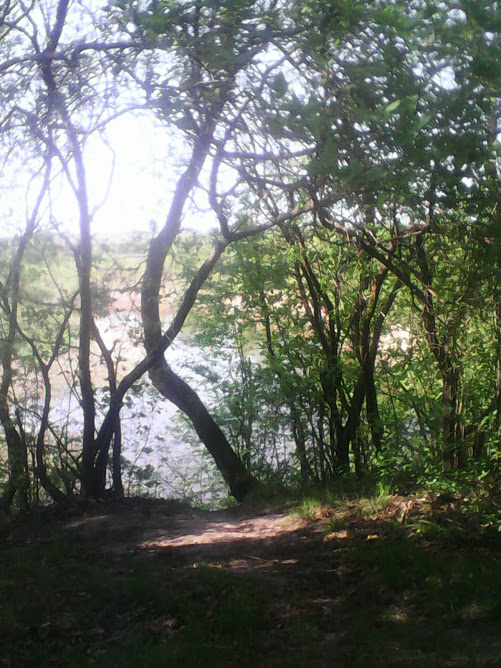

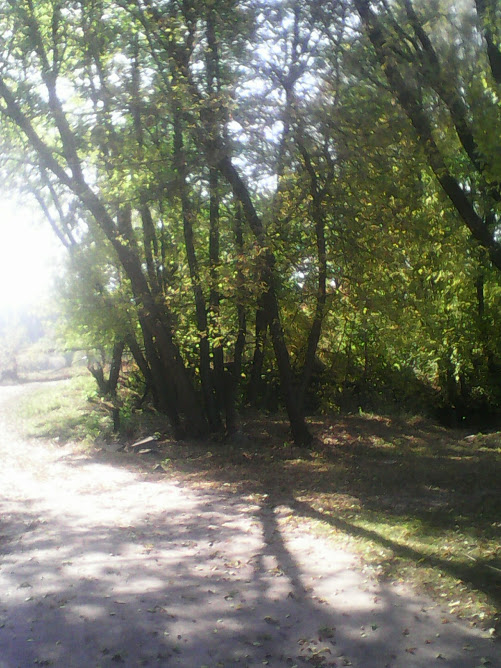
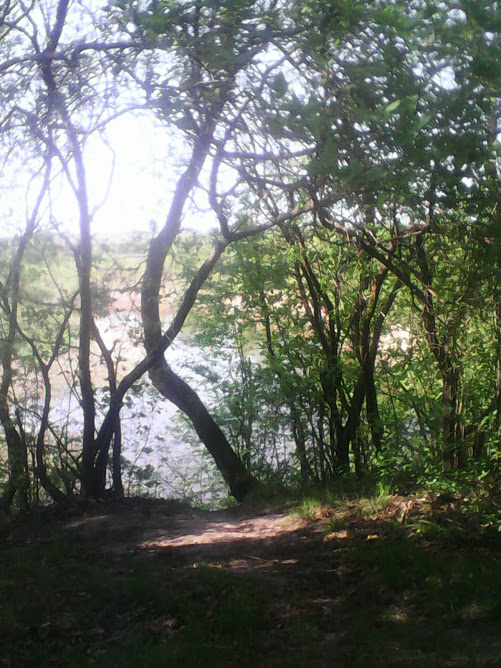
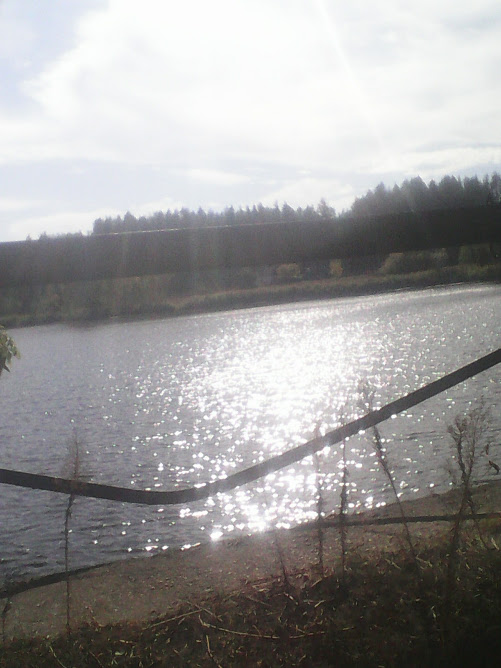
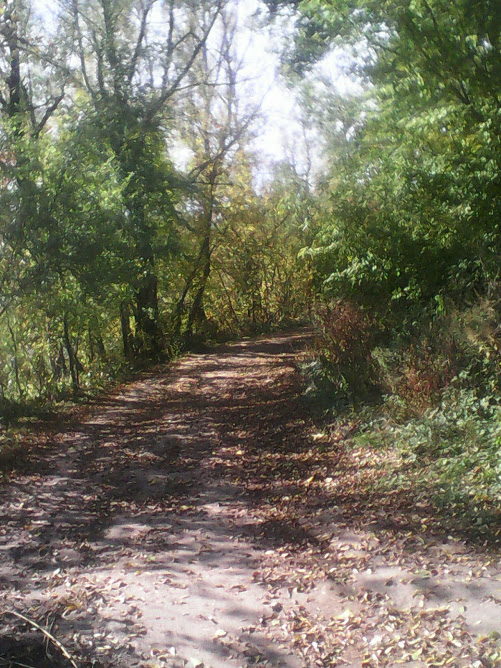
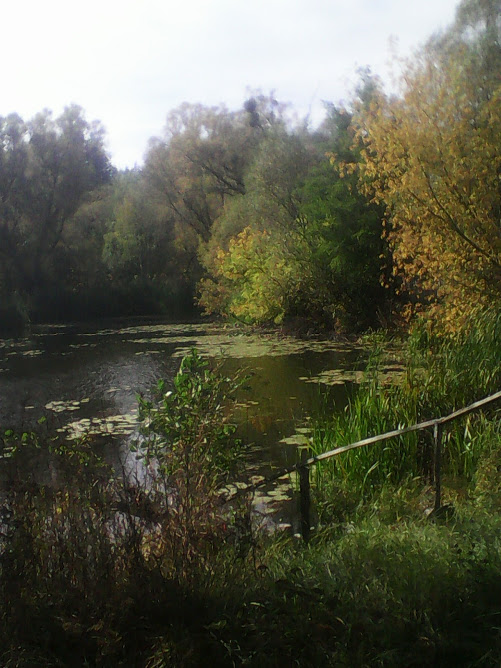